# Dogpiling
 (novembre 2023).
Le dogpiling est une forme de harcèlement en ligne et d'effet de meute dans laquelle de nombreuses personnes expriment d'un coup un désaccord envers une personne, créant une réaction disproportionnée à un événement déclencheur mineur.

## Historique
L'expression vient du dog-pile en football américain, dans lequel une personne qui a le ballon est ciblée par l'intégralité de l'équipe adverse qui vient lui sauter dessus. Elle se popularise avec l'essor des réseaux sociaux.
Le dogpiling est une forme de bashing auquel on ajoute un effet de meute, créant un bouc émissaire collectif.

## Caractéristiques
Il s'agit d'une critique collective et agressive des propos ou attitudes d'une cible unique. Son aspect le plus notable est le rapport de forces très déséquilibré qu'il crée, avec de nombreuses personnes attaquant ensemble, de façon concertée ou non, une personne isolée.
L'interaction peut être directe par une réponse ou indirecte, notamment sur les réseaux sociaux avec la pratique de faire circuler une capture d'écran du propos critiqué. Dans le cas d'interaction indirecte, il est commun pour les attaquants de dire qu'elles ne harcèlent de facto personne.
Le dogpiling peut être intensifié par l'utilisation de faux comptes et d'intelligence artificielle pour générer des publications critiques supplémentaires. Il s'agit alors de harcèlement coordonné et non d'une simple réaction disproportionnée.

## Conséquences

### Sur la victime
La victime du dogpiling se sent isolée et ne peut que difficilement se défendre. Elle peut avoir des conséquences psychologiques difficiles.
L'acte est considéré comme pouvant banaliser la violence, chaque personne impliquée n'ayant effectué qu'une petite action qui, seule, ne serait pas particulièrement préjudiciable.

### Sur la justice
L’importance de l’effet de meute sur internet contre des individus accusés publiquement conduit certains auteurs à craindre l’apparition d’un « tribunal numérique », lequel ne présenterait pas les garanties pour la défense que permet la justice pénale, notamment la présomption d’innocence. Cet effet fait partie des critiques adressées au mouvement #MeToo, et plus généralement à la pratique du name and shame.

## Affaires notables
En France, la ligue du LOL organise plusieurs campagnes de harcèlement de groupe entre 2009 et 2012. Le mouvement #MeToo est parfois considéré comme du dogpiling.